# Фазеолін
Фазеолін (віцилін, алерген Pha v) — основний резервний білок видів квасолі (родів Phaseolus і Vicia), наприклад квасолі звичайної (лат. Phaseolus vulgaris). Це суміш кількох глікопротеїнів, яка утворюється під час розвитку насіння. Він становить 30-50 % білків насіння і діє як алерген у людини. Серед Phaseolus було ідентифіковано три різних типи фазеолінів, названих на честь сортів Tendergreen (T), Sanilac (S) і Contender (C). Скринінг 107 сортів виявив, що фазеоліни S-, T- і C-типу становлять відповідно 69 %, 25 % і 6 % від загальної кількості сортів. Фазеоліновий електрофоретичний аналіз диких і одомашнених матеріалів підтвердив гіпотезу про кілька подій одомашнення, наприклад езоамериканське одомашнення призвело до культивування дрібнонасінних фазеолінів S, тоді як фазеоліни T, C, H і A з великим насінням спостерігалися в південних Андах. Ці типи можна легко розрізнити за допомогою одновимірного або двовимірного електрофорезу в гелі з додецилсульфатом натрію (SDS-PAGE). Вважається, що фазеолін С-типу походить від типів T і S.

## Структура
Це тримерний, віциліноподібний глобулін 7S, який демонструє поліморфізм, пов'язаний з диференціальним глікозилюванням, і тим, що поліпептиди фазеоліну кодуються невеликою родиною мультигенів. Незалежно від виду фазеолін містить 3–5 % вуглеводів, а в його амінокислотному складі переважають кислі амінокислоти (30–40 % загальної кількості).
Білок має три різні N-пов'язані бічні ланцюги олігосахаридів: Man9(GlcNAc)2, Man7(GlcNAc)2 і Xyl-Man3(GlcNAc)2 (де Xyl являє собою ксилозу) з молекулярною масою 43000–54000. Як правило, N-глікозилювання в поліпептидах фазеоліну розташовані в амінокислотних залишках під номерами 252 і 341. Поліпептиди з двома гліканами мають Man7(GlcNAc)2, приєднаний до Asn252, і Man9(GlcNAc)2, приєднаний до Asn341. Поліпептиди лише з одним гліканом мають Xyl-Man3(GlcNAc)2, приєднаний до Asn252. Обидва ці залишки аспарагіну знаходяться в канонічних сайтах глікозилювання; нумерація починається з N-кінцевого метіоніну сигнального пептиду фазеоліну. Обробка гліканів після видалення залишків глюкози включає ферменти в апараті Гольджі, а також у білкових тільцях. Утворення глікану Xyl-Man3(GlcNAc)2 є багатоетапним процесом, який включає видалення за допомогою апарату Гольджі 6 залишків манози та додавання 2 залишків N-ацетилглюкозаміну та 1 ксилози. Кінцеві залишки N-ацетилглюкозаміну пізніше видаляються в білкових тілах. Після синтезу та обробки ці білки транспортуються до мембранних органел, відомих як білкові тіла, де вони накопичуються у великих кількостях. Перетворення Man9(GlcNAc)2 на Man7(GlcNAc)2 є пізньою подією обробки, яка відбувається в білкових тілах.
Сірковмісні амінокислоти (зокрема, метіонін) є обмежуючими амінокислотами у фазеоліні, а також інших основних запасних білках у бобах Phaseolus. Вторинна структура фазеоліну в 0,5М NaCl зазвичай має низький вміст α-спіралі (10 %) і β-витків (9,0 %), а також велику кількість β-листів (48,0 %) і випадкових клубків (33,0 %). Нативний фазеолін є досить стійким до травних протеаз, таких як пепсин, трипсин і хімотрипсин, і розкладається до поліпептидів з молекулярною масою 24000–28000. Проте денатурований теплом фазеолін легко засвоюється цими протеазами.

## Генетичні особливості
Цей білок кодується кластером тісно пов'язаних генів, які можуть виникнути шляхом послідовної дуплікації та диверсифікації з гена предка. Процеси дивергенції включають вставки, нуклеотидні заміни, дуплікації або делеції повторів. Крім того, ко- та посттрансляційні модифікації, включаючи розщеплення сигнального пептиду, різне глікозилювання поліпептидів та зміна заряду внаслідок заміни амінокислот призвели до утворення злегка гетерогенних поліпептидів фазеоліну в Mr 54– 44 кДа, що відображає дивергенцію генотипу.
Межі екзон-інтрон є однаковими в послідовностях ДНК фазеоліну та конгліциніну. Ці п'ять кордонів у першій одиниці знаходяться в куті DE (залишок 81), у межах J,3-ланцюга (144), куті H2-H3 (171); а в другому блоку кут BC (248) і з'єднання 1-a (335). Якщо ланцюг J розглядати як сполучний елемент між структурами 13 і a, то всі ці межі лежать на з'єднанні різних елементів вторинної структури [5]. Було визначено повні нуклеотидні послідовності гена та мРНК, що кодує специфічний основний запасний білок французької квасолі типу фазеоліну. Порівняння цих послідовностей виявило структуру гена фазеоліну, що складається з 80 пар основ (bp) 5' нетрансльованої ДНК, 1263 bp ДНК, що кодує білок, яка переривається п'ятьма проміжними послідовностями (IVS1, 72 bp; IVS2, 88 bp; IVS3, 124 bp; IVS4, 128 bp; і IVS5, 103 bp) і 135 bp 3' нетрансльованої ДНК. Послідовності, характерні для еукаріотичних промоторів «CCAAT» і «TATA», присутні в 5'-фланкуючій ДНК, а еукаріотичний сигнал додавання полі(А) AATAAA відбувається за 16 п.о. до першого нуклеотиду полі(А). Отримана амінокислотна послідовність дає амінокислотний склад і молекулярну масу, сумісні з тими, що були знайдені для білка фазеоліну бета-типу. Було ідентифіковано дві області, які, ймовірно, служать сайтами розпізнавання вуглеводно-пептидного зв'язку. Ділянка високогідрофобних амінокислот на NH(2) кінці білка свідчить про наявність сигнального пептиду в новосинтезованому білку фазеоліну.
Три різні потенційні білкові продукти були ідентифіковані шляхом секвенування генів, що містять 397, 411 і 412 амінокислот відповідно, після розщеплення сигнальної послідовності з 24 амінокислот. Білок із залишками 397 називають поліпептидом f-типу, а білки із залишками 411 і 412 називають поліпептидами a-типу. Яка, якщо така є, краща стехіометрична комбінація трьох поліпептидів у тримері, невідома. На відміну від інших віцилінів, тример фазеоліну асоціюється в додекамер при pH нижче 4,5.
Було показано, що молекулярні маркери є ефективними індикаторами генетичної варіації, що лежить в основі агрономічних ознак, з деякими перевагами над морфологічними ознаками, такими як здатність розрізняти зразки з подібною морфологією та розрізняти поліморфізм за набагато більшою кількістю локусів, ніж ізоферменти або білки зберігання насіння. Молекулярні маркери охоплюють ширші геномні області та представляють різні типи успадкування, тому їх також використовували для кращої оцінки рівнів різноманітності та розуміння впливу міграції та відбору на підтримку поліморфізму в європейських бобах. Є кілька робіт про характеристику європейської зародкової плазми P. vulgaris з використанням різних молекулярних маркерів. Деякі дослідження базувалися на випадкових ПЛР-маркерах, таких як RAPD, повторення між простими послідовностями (ISSR) і AFLP. Інші молекулярні маркери, такі як SSR, які є більш специфічними за цільовими ознаками, використовувалися для оцінки різноманітності серед старовинних сортів. Крім того, нещодавно було проведено кілька досліджень для визначення відбитків пальців на специфічних місцевих сортах за допомогою різних молекулярних маркерів.

## Використання
Через високий рівень експресії та подальшого накопичення цих білків вони визначають харчову цінність насіння та диктують потребу в добавках, коли насіння використовується як харчовий продукт для людини або домашніх тварин.
Фазеолін, білок з Phaseolus vulgaris, є агентом із сильним антиоксидантним і антигенотоксичним ефектом, а також сильним антиканцерогенним потенціалом у товстій кишці та печінці мишей, яким вводили канцероген AOM. Фазеолін здатний пригнічувати активність ферменту α-амілази, який відповідає за розщеплення вуглеводів. Завдяки цій поживній властивості рослинні екстракти, що містять фазеолін, використовуються в дієтичних добавках і медичних продуктах і є предметом різноманітних патентних заявок.
Було показано, що фазеолін діє як ацильний донорний і акцепторний субстрат mTGase. Відповідно, альбедо-фазеолінові плівки, виготовлені в присутності ферменту, були запропоновані як перспективні кандидати на використання для отримання їстівних харчових обгорток через їх відповідні механічні характеристики та властивості бар'єра для вуглекислого газу та водяної пари. Гідроколоїдні плівки, виготовлені з використанням цитрусового пектину та фазеоліну, зшитого TGase діяли як дуже ефективні бар'єри для газів і демонстрували високу антиоксидантну здатність.